# Wendelstein (Middel-Franken)

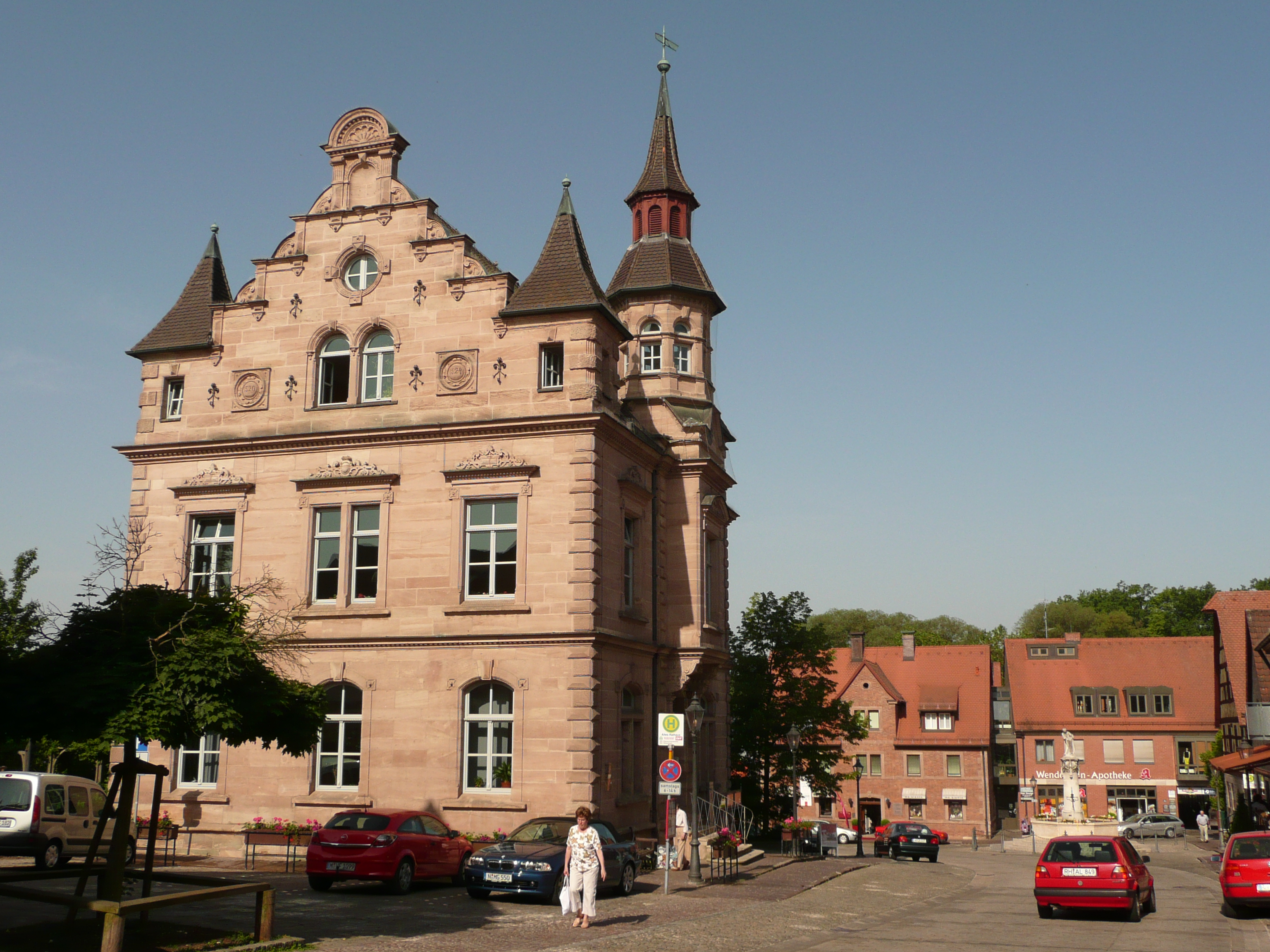
centrum van Wendelstein

Wendelstein is een plaats in de Duitse deelstaat Beieren, en maakt deel uit van het Landkreis Roth.
Wendelstein telt 15.808 inwoners.
Abenberg · Allersberg · Büchenbach · Georgensgmünd · Greding · Heideck · Hilpoltstein · Kammerstein · Rednitzhembach · Rohr · Roth · Röttenbach · Spalt · Schwanstetten · Thalmässing · Wendelstein